# Grote Moskee van Zinder
De Grote Moskee van Zinder, ook wel bekend als de Sultansmoskee, is een vrijdagmoskee in de stad Zinder in het zuiden van Niger.
De Grote Moskee van Zinder ligt in het centrum van Birni, het historische stadscentrum van Zinder. Samen met het naburige Sultanspaleis Zinder vormt het het beeld van de wijk.
Het gebouwencomplex, omgeven door een circa twee meter hoge buitenmuur, bestaat uit een oud gebedsruimtegebouw met minaret, de oorspronkelijke vrijdagmoskee, en een veel groter gebedsruimtegebouw, dat recenter is en vier minaretten en meerdere koepels heeft. Beide verschillen enigszins in hun oriëntatie.
Er zijn verschillende informatie over de bouwtijd van de oude vrijdagmoskee. Het werd gebouwd in de jaren vanaf 1812, tussen 1850 en 1855 of rond 1870. Architectonisch volgt het de traditie van de kleimoskeeën van Timboektoe.
Het zes meter hoge gebedsruimtegebouw is gemaakt van bakstenen en deels cementblokken. Het is aan de buitenkant bepleisterd met cement en geel geverfd. Het heeft een ongeveer vierkante plattegrond en een halfronde mihrab-veranda. Op het dakterras bevindt zich een borstwering met trapvormige bevestigingen.
Het gebedsruimtegebouw is te betreden via vier ingangen aan de westzijde van de binnenplaats, één ingang aan de zuidzijde en één ingang aan de oostzijde. De binnenkant van de gebedsruimte is 265 vierkante meter. Het heeft vier bij drie steunen met een dwarsdoorsnede in de vorm van een kruis. Er is een aparte ruimte voor de sultan. De muren van de gebedsruimte zijn wit gepleisterd. Het wordt gecompleteerd door een houten cassetteplafond.
De oude minaret bevindt zich op de zuidelijke muur van het moskeecomplex en is 13 meter hoog. De toegang is via de binnenplaats aan de noordzijde. Het heeft de vorm van een afgeknotte piramide. Kroonlijsten verdelen de toren in drie segmenten. Het dakterras, bereikbaar via het binnentrappenhuis, heeft een borstwering met trapvormige uitbouwingen in elke hoek, vergelijkbaar met het oude gebedsruimtegebouw.
De minaret stortte in 1950 in en werd vervolgens gerestaureerd.